# Adelaide Ames
Adelaide Ames (3 de junho de 1900 – 26 de junho de 1932) foi uma astrônoma e assistente de pesquisa na Universidade de Harvard. Ela contribuiu com o estudo de galáxias, com sua co-autoria de A Survey of the External Galaxies Brighter Than the Thirteenth Magnitude, que mais tarde viria ser conhecido como catálogo Shapley-Ames. Ames era membra da American Astronomical Society. Era contemporânea de Cecilia Payne-Gaposchkin e sua amiga mais próxima no observatório.
Ames morreu em um acidente de barco em 1932, o mesmo ano em que o catálogo Shapley-Ames foi publicado. Foi enterrada no Arlington National Cemetery.

## Biografia
Adelaide frequentou a Vassar College até 1922 e então estudou na Radcliffe College, onde recém havia sido criado o programa de graduação em astronomia. Ela se graduou em 1924, sendo a primeira mulher com um mestrado em astronomia naquela universidade. Originalmente, ela havia planejado se tornar uma jornalista, mas não achou trabalho na área, e aceitou um trabalho como assistente de pesquisa no Harvard College Observatory (HCO), cargo que exerceu até a sua morte. O foco do seu trabalho era catalogar as galáxias nas constelações Coma e Virgo. Em 1931, o catálogo foi concluido incluindo cerca de 2800 objetos. Esse trabalho lhe rendeu o ingresso no "International Committee for Nebulae".
Em 3 de junho de 1932, em um passeio no Squam Lake, Ames  se afogou. Seu corpo foi encontrado depois de dez dias de busca. Ela morreu com apenas 32 anos.

## Pesquisa em Harvard
Em 1921, Harlow Shapley se tornou diretor do HCO, e pouco depois contratou Adelaide como assistente. Seu trabalho inicial consistia na identificação dos NGC/IC objects. Em 1926, ela e Shapley publicaram vários artigos sobre os formatos, cores e diametros de 103 galáxias NGC. Em 1930, ela publicou A catalog of 2778 nebulae including the Coma-Virgo group, que identificava 214 NGC e 342 IC objects na área de Virgo cluster.

### Catálogo Shapley-Ames
Durante sua estadia no Observatório de Harvard, ela trabalhou com Harlow Shapley no catálogo Shapley-Ames, que lista galáxias além da décima terceira magnitude. Das suas observações de aproximadamente 1250 galáxias, eles encontraram evidencia de que os aglomerados próximos ao polo norte da Via_Láctea, diferem dos do polo sul. Esses resultados foram significantes porque descobriram "desníveis gerais na distribuição" de galáxias diferiam da presunção de isotropia.